# スタニスラウス郡 (カリフォルニア州)
スタニスラウス郡（英: Stanislaus County [ˈstænᵻslɔː(s)]）は、アメリカ合衆国カリフォルニア州のセントラルバレーに位置する郡である。近年のサンフランシスコ・ベイエリアの不動産高騰の影響で、シリコンバレーの住民が比較的安価な住宅を求めてスタニスラウス郡に移住している。人口は55万2878人（2020年）。郡庁所在地はモデストであり、郡全域がモデスト都市圏に含まれる。

## 歴史
スタニスラウス郡は1806年にヨーロッパ人としてはガブリエル・モラガが初めて発見したスタニスラウス川に因んで名づけられ、この」川は後に、インディアンのバンドを率いてメキシコ軍と戦い、最後は1826年にマリアーノ・バレホ将軍に敗れ、宣教師に教育されて改宗したインディアンの酋長エスタニスラオの栄誉を称えリオ・エスタニスラオと改名された。エスタニスラオはスタニスラウスのスペイン語である洗礼名でもあり、それ自体が11世紀のカトリック教会聖人、殉教者のシュチェパヌフのスタニスラウスのラテン語からの翻訳語だった。
1843年から1846年、カリフォルニアがメキシコの植民地であった時、スタニスラウス郡内で5つのメキシコ土地特許合わせて113,135エーカー (44 km2) が認められた。ランチョ・オレスティンバ、ランチョ・ペスカデロ、およびランチョ・デル・プエルトがサンホアキン川の西岸にあり、ランチョ・デル・リオ・エスタニスラオとランチョ・トンプソンがスタニスラウス川の北岸にあった。
スタニスラウス郡は1854年にトゥオルミ郡の一部から創設された。

### スタニスラウス郡の発音
「スタニスラウス」という名前の発音については地元で幾分活発な議論がある。住人の中には語尾の"s"を発音せずに「スタニスラウ」と発音する者がいる。これはスペイン語の「エスタニスラオ」から影響されたものであることは間違いなく、サンホアキン・バレーが南北戦争後にアメリカ合衆国南部からの移民によって開拓され、南部方言は語尾の子音を全て発音しない傾向にあることからも頷けるものである。これにも拘わらず語尾の"s"を無声化するのは普遍的なものではなく、他の民族や歴史の影響からそれに反対する声がある。郡内およびスタニスラウス川沿いにあって隣接する郡の幾つかの町、例えばターロック、バレーホーム、およびリポンのような、オランダ人、ドイツ人およびデンマーク人によって入植され開拓された地域ではドイツ語風に「スタニスロス」と発音し、語尾の"s"音を残している。また第2音節にアクセントがあることが多い。このような名前に関する地元の歴史には無頓着に外部者や新参の者達は語尾の"s"音を発音して音声学的には理に適っている「スタニスラウス」と発音しているが、どちらの発音でも受け容れられていると見られている。

## 地理
アメリカ合衆国国勢調査局に拠れば、郡域全面積は1,515平方マイル (3,923 km2)であり、このうち陸地は1,494平方マイル (3,869 km2)、水域は21平方マイル (54 km2)で水域率は1.38%である。
郡内の生物には、多くの絶滅危惧種あるいは希少種が見られる。植物のサンジソウ（Clarkia rostrata）は連邦指定絶滅危惧種の候補になっている。シエラネバダ山脈の麓丘陵部には、中高度の標高で見られるブルーオークとディッガーパインの混生があり、このような植生が見られるのはここだけである。コルーサ草（Neostapfsia colusana）はカリフォルニア州が絶滅危惧種に指定している。その生息は春の水溜りに限定されている。
スタニスラウス郡は、その歴史の大半で北流するサンワーキン川が交易や交流にとって自然の障害となっていたために社会と経済の面で歴史的に分断されてきた。川の西岸にある郡の部分（地元では「ウェストサイド」と呼ばれる）は郡内を通る鉄道とは無縁であり、地域の繁栄を生んできた灌漑システムとも離れていたので、大半が田園地帯のままであり、経済的には農業に依存している。この地域にあるパターソンとニューマンのような町は、州間高速道路5号線やカリフォルニア送水路に近いために、大きな成長を経験し、近くのサンフランシスコ・ベイエリアから通勤者が移り住んでベッドタウンに転換されている。またウェストレーやクロウズランディングのような町は開発からほとんど見過ごされ、小さな農業社会に留まっている。

### 隣接する郡
- サンタクララ郡 – 南西
- サンホアキン郡 – 北西
- カラベラス郡 – 北
- トゥオルミ郡 – 北東
- マーセド郡 – 南
- マリポサ郡 – 南東角
- アラメダ郡 – 北西角

### 国立自然保護地域
- サンワーキン川国立野生生物保護区（部分）

## 都市
| - モデスト（郡庁所在地） - ターロック - シアリーズ - ヒューソン - ニューマン - オークデール - パターソン - リバーバンク - ウォーターフォード - ブレットハート - バイストロム - デルリオ - デネア - イーストオークデール - エンパイア - グレイソン - ヒックマン - キーズ - リバーデールパーク - サリダ - シャックルフォード - ウェストモデスト - ウェストレー - アデラ - クラリベル - クラウス - クロウズランディング - ディアブログランデ - ユージーン - ヒルズフェリー - ナイツフェリー - ラグランジェ - ラングワース - マクヘンリー - モントピリア - マウンテンビュー - オレスティンバ - オソ - ロバーツフェリー - バレーホーム |

## 交通

### 主要高規格道路
- 州間高速道路5号線
- カリフォルニア州道4号線
- カリフォルニア州道33号線
- カリフォルニア州道99号線
- カリフォルニア州道108号線
- カリフォルニア州道120号線
- カリフォルニア州道132号線

### 公共交通
- スタニスラウス地域交通が、郡内全体の定期便とオンデマンドのバス便を提供している。またガスティンとターロックでマーセド郡交通と接続している。
- モデスト地域イクスプレスがモデスト市内、サリダ、エンパイア、ケレスへの限定サービスを運行している。またサンフランシスコ・ベイエリアのバート（ベイエリア高速鉄道）やアルタモント通勤急行と接続する特別通勤線を走らせている。
- ケレス、オークデール、リバーバンク、ターロックの各都市はそれぞれ小さなバス便を運行している。
- グレイハウンドとアムトラックはモデストとターロックに停車駅があり、またアムトラックはデネアにも停車する。

### 空港
モデスト市郡空港からは多くの定期商業便が飛んでいる。郡周辺の一般用途空港としてはオークデール空港、パターソン空港、およびターロック空港がある。

## 人口動態
以下は2000年の国勢調査による人口統計データである。
| 基礎データ - 人口: 446,997人 - 世帯数: 145,146世帯 - 家族数: 109,585家族 - 人口密度: 116人/km2（299人/mi2） - 住居数: 150,807軒 - 住居密度: 39軒/km2（101/mi2） 人種別人口構成 - 白人: 69.33% - アフリカン・アメリカン: 2.58% - ネイティブ・アメリカン: 1.27% - アジア人: 4.22% - 太平洋諸島系: 0.34% - その他の人種: 16.82% - 混血: 5.44% - ヒスパニック・ラテン系: 31.74% - ドイツ系アメリカ人: 8.4% - イングランド系アメリカ人: 6.3% - 先祖がアメリカ人: 6.0% - アイルランド系アメリカ人: 5.5% - ポルトガル系アメリカ人: 5.1% 主たる言語による人口構成 - 英語: 67.8% - スペイン語: 23.7% - シリア語: 1.5% - ポルトガル語: 1.3% | 年齢別人口構成 - 18歳未満: 31.1% - 18-24歳: 9.8% - 25-44歳: 29.0% - 45-64歳: 19.5% - 65歳以上: 10.4% - 年齢の中央値: 32歳 - 性比（女性100人あたり男性の人口） - 総人口: 96.8 - 18歳以上: 93.4 世帯と家族（対世帯数） - 18歳未満の子供がいる: 41.2% - 結婚・同居している夫婦: 56.0% - 未婚・離婚・死別女性が世帯主: 13.7% - 非家族世帯: 24.5% - 単身世帯: 19.4% - 65歳以上の老人1人暮らし: 7.9% - 平均構成人数 - 世帯: 3.03人 - 家族: 3.47人 収入と家計 - 収入の中央値 - 世帯: 40,101米ドル - 家族: 44,703米ドル - 性別 - 男性: 36,969米ドル - 女性: 26,595米ドル - 人口1人あたり収入: 16,913米ドル - 貧困線以下 - 対人口: 16.0% - 対家族数: 12.3% - 18歳未満: 20.5% - 65歳以上: 8.8% |

## 政治
スタニスラウス郡はアメリカ合衆国大統領および連邦議会選挙で共和党の強い地盤である。民主党が多数を取ったのは1976年のジミー・カーターが最後だった。ただし、バラク・オバマは2008年に、ビル・クリントンは1992年と1996年に過半数ではないが最高得票を得た。
アメリカ合衆国下院議員の選挙ではカリフォルニア州第18選挙区および第19選挙区の一部であり、第18区は民主党議員が、第19区は共和党議員が務めている。カリフォルニア州議会下院議員の選挙では、第17、25、および第26選挙区に入っている。第17区は民主党議員が、第25、および26選挙区は共和党議員が占めている。カリフォルニア州議会上院議員の選挙では、第12および第14選挙区に入っており、どちらも共和党議員が務めている。
2008年の命題8に関する住民投票で郡内投票者の67.9%は法案に賛成した。これは同性同士の結婚を禁止するためのカリフォルニア州憲法修正案だった。

## 経済
農業が郡の第2の産業であり、葡萄が主要農産物になってきた。

## メディア
- ザ・モデスト・ビーがモデストに本拠を置く日刊紙である。